# Königliche Reithalle (Budapest)

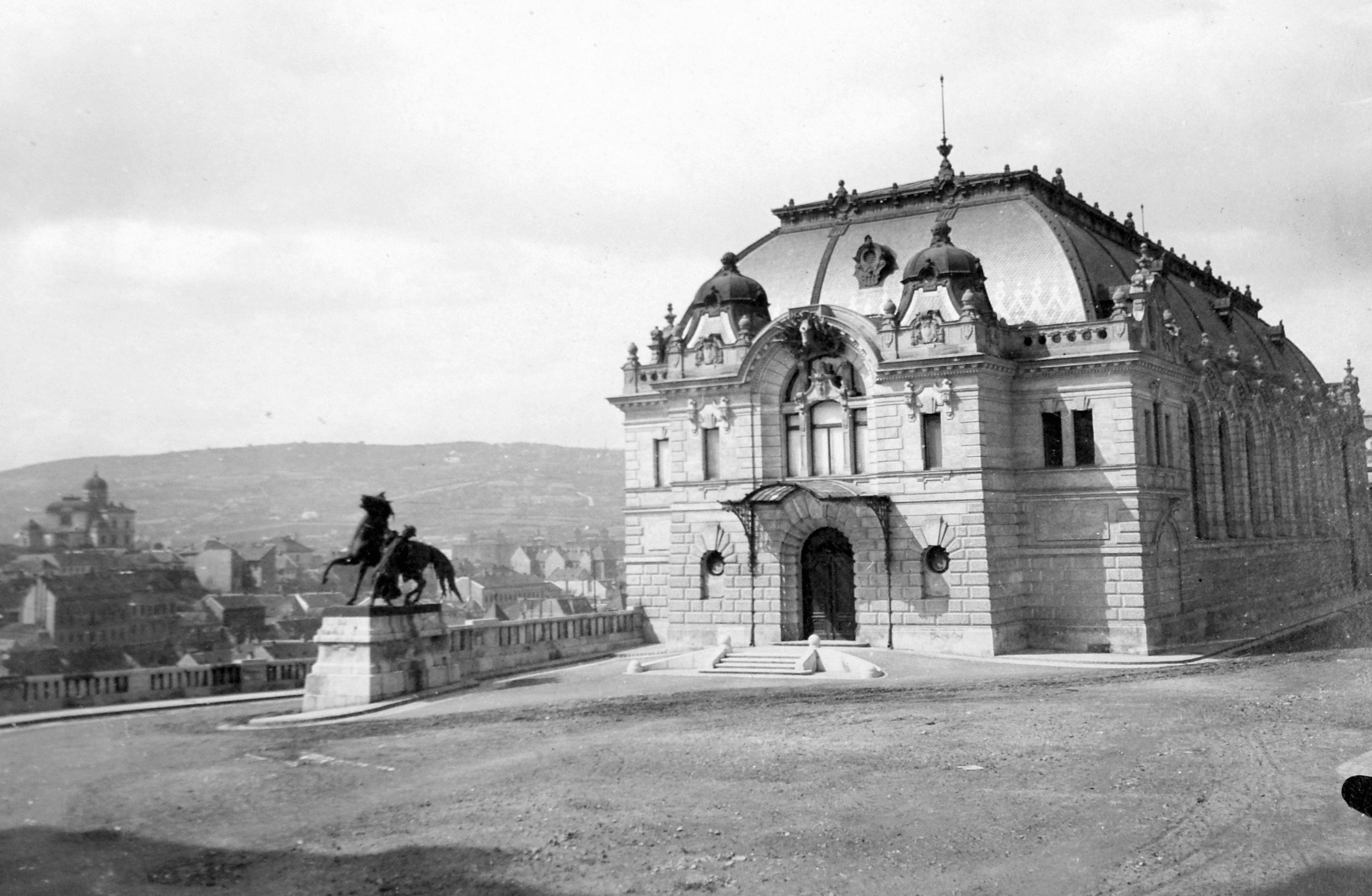
Ansicht von Osten (1915)

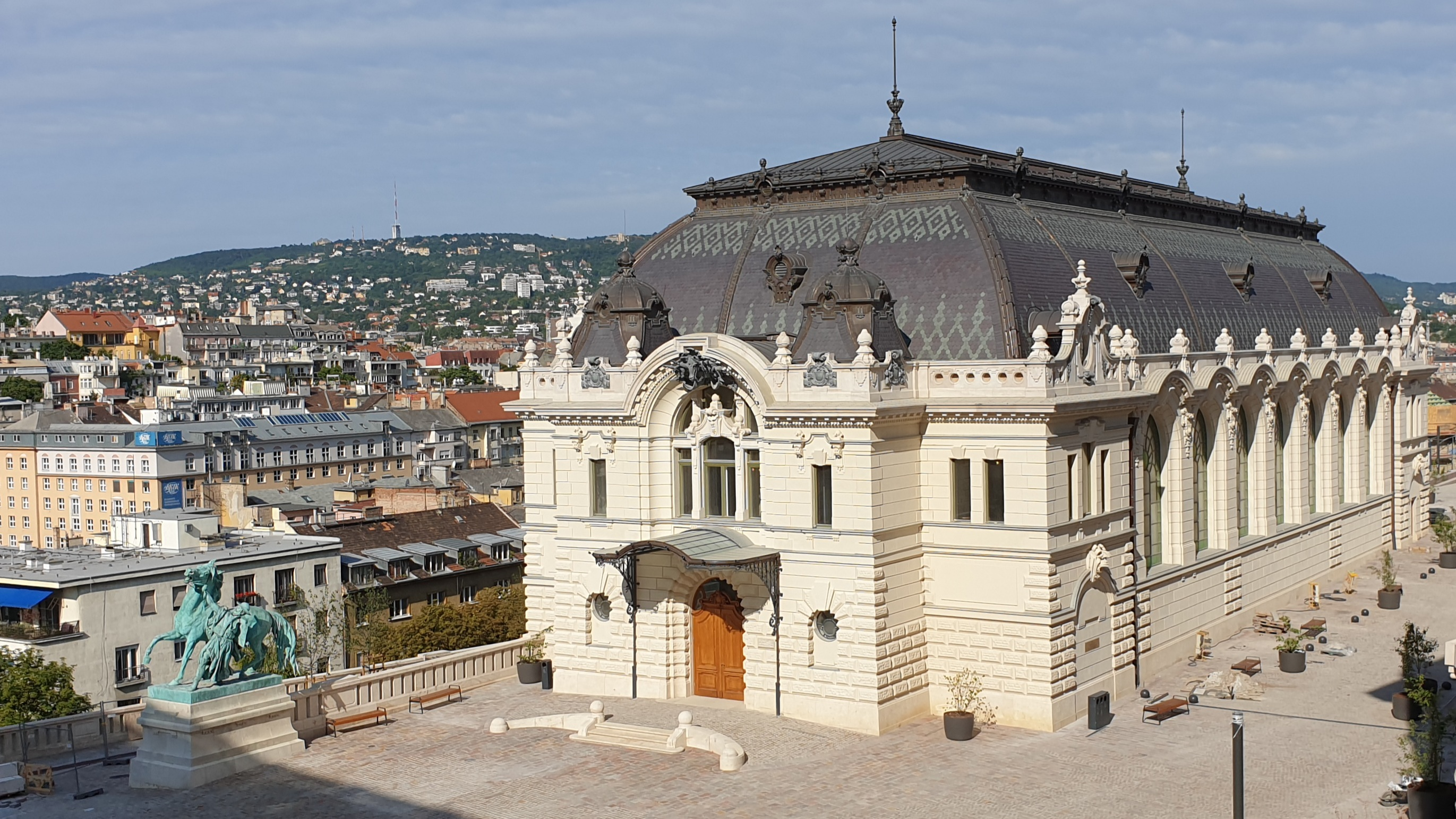
Rekonstruktion, Ansicht von Osten (2021)

Die Königliche Reithalle in Budapest war eine Reithalle, die 1899–1902 erbaut wurde. Sie befand sich im Burgviertel unmittelbar neben dem Burgpalast im Burgviertel. Nach Beschädigungen im Zweiten Weltkrieg wurde sie 1950 abgerissen. Im Rahmen des Nationalen Hauszmann-Programms wurde 2016–19 eine Rekonstruktion des Bauwerks errichtet, welche als Veranstaltungsort genutzt wird.

## Geschichte
Der Österreichisch-Ungarische Ausgleich von 1867 machte Buda zur zweiten Hauptstadt der Donaumonarchie, dies machte eine angemessene königliche Repräsentation erforderlich. Zu diesem Zweck wurden der Burgpalast und seine Umgebung unter der Leitung der Architekten Miklós Ybl und Alajos Hauszmann großzügig ausgebaut und eine prunkvolle Reithalle errichtet.
Im Zweiten Weltkrieg erlitt die Reithalle zwar beträchtliche aber nicht fatale Schäden, dennoch entschloss sich das kommunistische Regime 1950 aus politischen Überlegungen für ihren Abriss.
Die Rekonstruktion erfolgte nach den Originalplänen von Alajos Hauszmann. Der Bau wurde im September 2019 fertiggestellt.